# Harvey Birdman
Harvey Birdman è il protagonista di alcune serie televisive animate della Hanna-Barbera e Cartoon Network, tra cui Birdman, Space Ghost Coast to Coast e Harvey Birdman, Attorney at Law.
Creato e disegnato dal fumettista Alex Toth, nelle versioni originali è doppiato da Keith Andes, Scott Finnell e Gary Cole. La prima apparizione di Birdman risale al primo episodio dell'omonima serie intitolato X l'eliminatore. La prima serie è stata trasmessa nel 1967 accanto ai segmenti di Trio galattico, le sentinelle dello spazio e terminò nel 1969 con 20 episodi complessivi. In seguito ha fatto qualche apparizione nella serie animata per adulti Space Ghost Coast to Coast, tornando ufficialmente in Harvey Birdman, Attorney at Law.

## Ruolo nelle serie animate

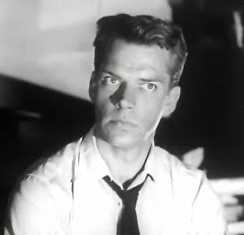
Keith Andes, doppiatore di Birdman in Birdman

### Birdman
Negli anni 1960, Hanna-Barbera ha creato Birdman. Birdman, come per Space Ghost, è stato il personaggio principale del cartone in due dei tre segmenti, intervallati appunto da un segmento del Galaxy Trio. Birdman fu doppiato da Keith Andes, e originariamente il supereroe non aveva il nome Harvey. Il vero nome di Birdman, in questa serie, è Raymond "Ray" Randall. L'originale Birdman era un normale supereroe, non comico, che aveva un'aiutante aquila chiamata Avenger. I suoi poteri sono stati originati dall'energia dei raggi solari. Riesce inoltre a volare, grazie alle sue grandi ali situate nella schiena.

### Space Ghost Coast to Coast
Negli anni 1990, Cartoon Network ha deciso di creare un cartone animato comico, basato sulla vecchia serie, che comprendeva gli stessi personaggi. Il loro primo cartone basato su questo stile era Space Ghost Coast to Coast, dove Birdman apparve in quattro episodi, doppiato da Scott Finnell. In questo cartone, il personaggio è stato ritratto comicamente depresso, senza lavoro e senza denaro. Birdman qui è stato ospitato negli episodi "Pilot" e "Sequel", ed è stato licenziato in entrambe le occasioni. È stato rivelato inoltre, contraddicendo il cartone originale, che il suo vero nome era Harvey.

### Harvey Birdman, Attorney at Law

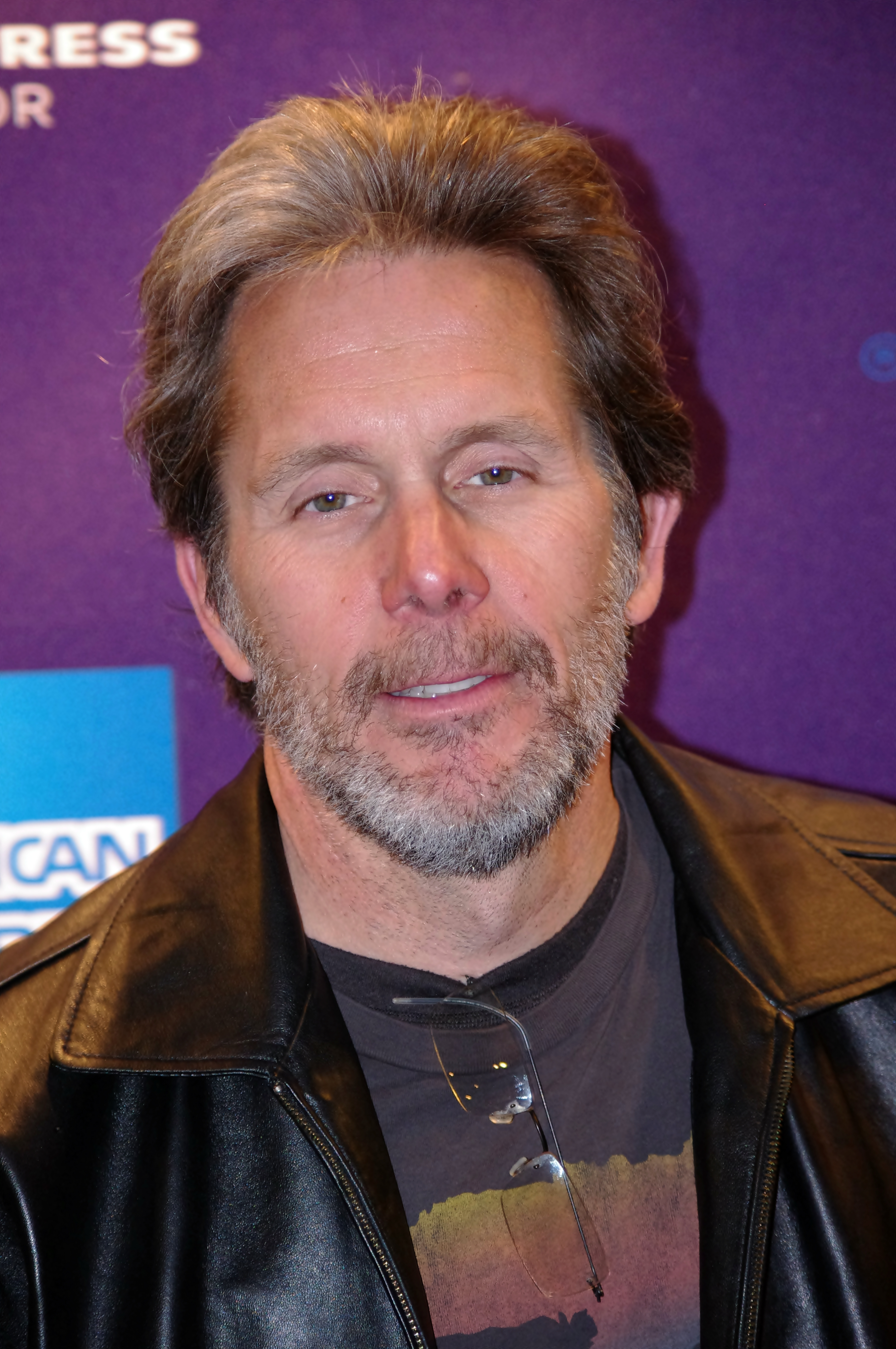
Gary Cole, doppiatore di Birdman in Harvey Birdman, Attorney at Law

Successivamente, Birdman riuscì a ottenere un nuovo cartone incentrato su di lui, Harvey Birdman, Attorney at Law, questa volta espresso da Gary Cole. Nel cartone, Harvey è un avvocato di difesa e i suoi clienti sono generalmente i classici personaggi della Hanna-Barbera (come Fred Flintstone o Bubu, quando è stato accusato in un episodio di essere un pazzo bombardiere). Molti dei vecchi amici e nemici di Birdman appaiono nel cartone nei ruoli di aiutanti (il personaggio Reducto, rinominato in Myron, appare sempre come procuratore). Invece di essere un supereroe intelligente, questa versione di Birdman è ritratta come un avvocato semi-competente e spesso sconcertante, anche se tra il cast dei personaggi risulta sempre l'uomo più serio tra tutti.

### Altre apparizioni
Il film Birdman del 2014, diretto da Alejandro González Iñárritu e scritto da Iñárritu con Nicolás Giacobone, Alexander Dinelaris Jr. e Armando Bó, è incentrato su Riggan Thomson, un noto attore di Hollywood noto per aver interpretato Birdman in una trilogia adattata da Birdman, mentre lotta per montare un adattamento a Broadway del racconto Di cosa parliamo quando parliamo d'amore di Raymond Carver. Nel film, Benjamin Kanes ritrae la voce interiore di Riggan del suo io più giovane nei panni di Birdman.
Harvey Birdman, insieme a Space Ghost, è apparso in più scene nell'episodio Riservato ai soci della quarta stagione de Le Superchicche. Inoltre è apparso nell'episodio BH's Bizzare Bad-Venture della webserie Villainous.